# Hüseyin Eroğlu
Hüseyin Eroğlu (* 2. November 1972 in Delmenhorst) ist ein ehemaliger deutsch-türkischer Fußballspieler und -trainer.

## Spielerkarriere
Eroğlu kam als Sohn von türkischen Gastarbeitern in Delmenhorst auf die Welt. Hier begann er in den Nachwuchsabteilungen von örtlichen Fußballvereinen mit dem Vereinsfußball. Mit 21 Jahren wechselte er in die Türkei und startete beim Drittligisten Soma Sotesspor seine Karriere als Profifußballspieler. Bei diesem Klub schaffte er es schnell in die Stammformation. Nachdem der Klub zum Sommer 1995 den Klassenerhalt in der 3. Futbol Ligi verpasste, wechselte Eroğlu zum Stadtrivalen Soma Linyitspor, der Betriebssportmannschaft der örtlichen Braunkohlewerke. Für diesen Klub spielte er die nächsten drei Spielzeiten in der 2. Futbol Ligi als Stammspieler.
Zur Saison 1998/99 wechselte Eroğlu innerhalb der 2. türkischen Liga zu Marmarisspor. Bereits in seiner ersten Saison erreichte Eroğlus Klub die Playoffphase, scheiterte aber im Viertelfinale an Batman Petrolspor. Eroğlu war mit 32 Ligaeinsätzen einer der geschäftigsten Spieler seiner Mannschaft. In der zweiten Saison verfehlte Marmarisspor den Klassenerhalt.
Nach dem verpassten Klassenerhalt mit Marmarisspor zog Eroğlu im Sommer 2000 zum Drittligisten Akhisar Belediyespor weiter. Auch bei diesem Klub etablierte er sich auf Anhieb als Stammspieler und Leistungsträger. Da im Sommer 2001 das türkische Profiligasystem von drei auf vier Ligen erweitert wurde, spielte Eroğlu mit Akhisar Belediyespor fortan in der als TFF 3. Lig bezeichneten vierthöchsten Spielklasse. Nachdem einem Jahr wechselte er zum Drittligisten Eskişehirspor, kehrte aber bereits nach einem Jahr zu Akhisar Belediyespor zurück.
Eroğlu spielte bis zum Sommer 2005 für Akhisar und wechselte anschließend in die Amateurliga zu Kemalpaşaspor. Hier spielte er ein bzw. zwei Jahre und beendete anschließend seine Fußballkarriere.

## Trainerkarriere
Im Anschluss an seine Fußballspielerkarriere begann Eroğlu beim Drittligisten Bucaspor als Nachwuchstrainer zu arbeiten. In der Nachwuchsabteilung von Bucaspor, die aufgrund ihres fortschrittlichen Konzeptes landesweit Anerkennung fand, arbeitete Eroğlu bis zum Sommer 2012.
Zur Saison 2012/13 übernahm er beim Stadtrivalen, dem Viertligisten Altınordu Izmir, das Amt des Cheftrainers und arbeitete zum ersten Mal in dieser Funktion. Bereits in seiner ersten Saison übernahm seine Mannschaft früh die Tabellenführung und behielt diese souverän bis zum Saisonende. So wurde er mit der Mannschaft Viertligameister und verhalf diesem zum direkten Wiederaufstieg in die TFF 2. Lig. Auch in der 3. Liga setzte Eroğlu mit seiner Mannschaft diesen Erfolgskurs fort und wurde erst Herbstmeister und zwei Tage vor Saisonende Drittligameister. Dadurch kehrte Altınordu nach 24-jähriger Abstinenz wieder in die TFF 1. Lig, in die zweithöchste türkische Spielklasse, zurück. Diese Erfolge erreichte Eroğlu mit einer sehr jungen und  unerfahrenen Mannschaft, deren Spieler entweder aus der eigenen Nachwuchsabteilung stammen oder per Scouting gefunden wurden.

## Erfolge
Mit Altınordu Izmir
- Meister der TFF 3. Lig und Aufstieg in die TFF 2. Lig: 2012/13
- Meister der TFF 2. Lig und Aufstieg in die TFF 1. Lig: 2013/14